# Megaplatypus mutatus
Megaplatypus mutatus là một loài côn trùng trong họ Scolytidae. Loài này được Chapuis miêu tả khoa học đầu tiên năm 1865.
Đây là loài gây hại của cây Acer negundo, phát triển phổ biến ở Argentina.